# Pocsaj-Esztár vasútállomás

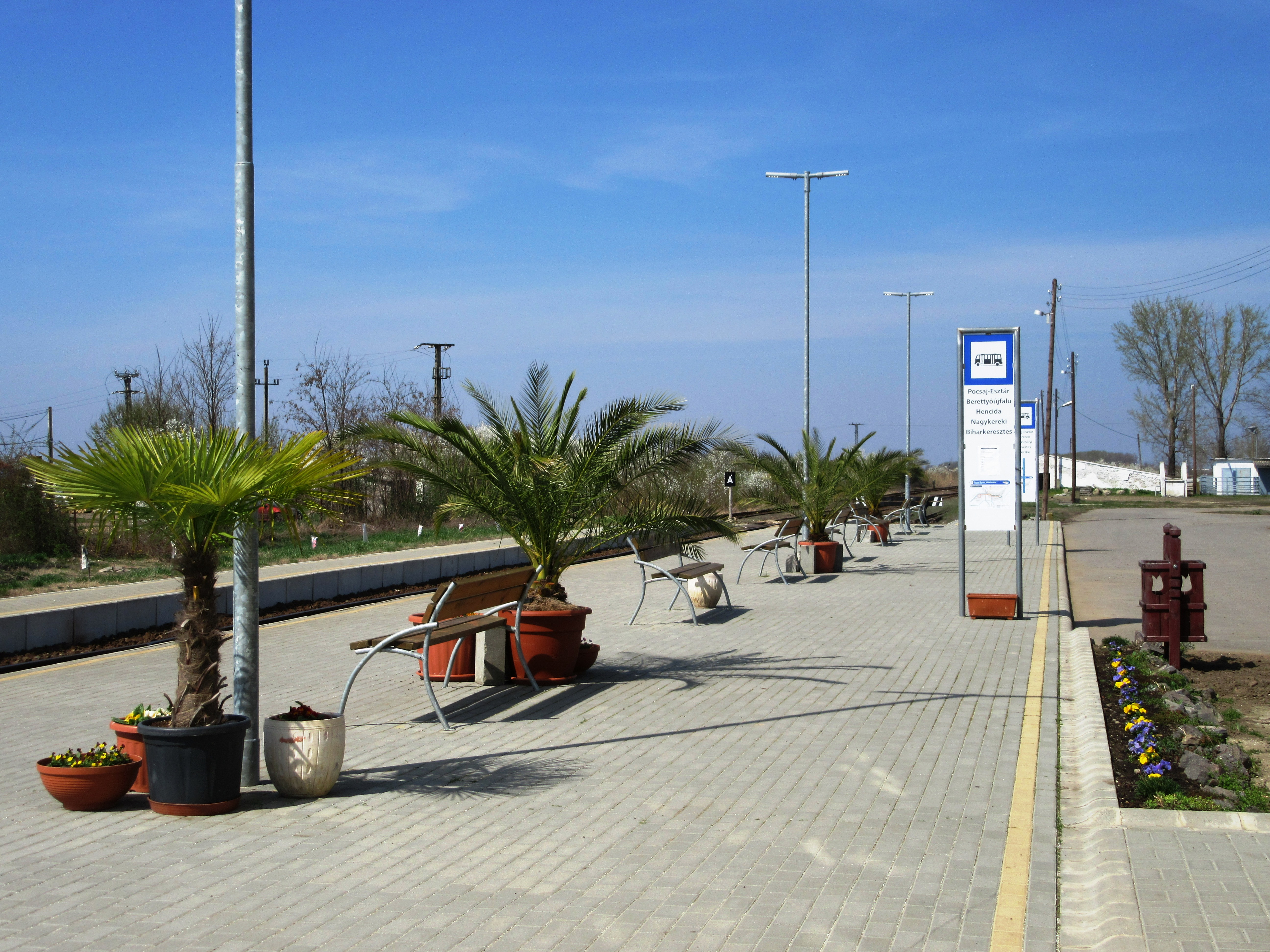
Peronok. Itt 2017 óta közös peronos átszállási lehetőség van a távolsági autóbuszokra

Pocsaj-Esztár vasútállomás egy Hajdú-Bihar vármegyei vasútállomás Pocsaj településen, a MÁV üzemeltetésében. Gyakorlatilag a két névadó község határvonalán helyezkedik el, a 4812-es út vasúti keresztezésétől északra; felvételi épülete pocsaji határok között áll, de az állomási létesítményeknek legalább egy része biztosan Esztár határai között található.
Közúti elérését az előbbi útból kiágazó 48 313-as számú mellékút teszi lehetővé.

## Vasútvonalak
Az állomást az alábbi vasútvonalak érintik:
- Debrecen–Nagykereki-vasútvonal

## Kapcsolódó állomások
A vasútállomáshoz az alábbi állomások vannak a legközelebb:
- Konyári Sóstófürdő megállóhely (Debrecen–Nagykereki-vasútvonal)
- Kismarja megállóhely (Debrecen–Nagykereki-vasútvonal)

## Forgalom
| Járat | Útvonal | Gyakoriság   |
| ----- | --- | ------------ |
| S506  | Debrecen – Sáránd – Derecske – Derecske-Vásártér – Konyár – Konyári Sóstófürdő – Pocsaj-Esztár – Kismarja – Nagykereki | 1-3 óránként |